# Ladugårdslandsviken
La Ladugårdslandsviken est une baie au centre de Stockholm en Suède.

## Description
Ladugårdslandsviken est une baie du Saltsjön délimitée par Blasieholmen et Skeppsholmen au sud-ouest, Södra Djurgården à l'est et le quai Strandvägkajen au nord.
La baie est prolongée à l'ouest par Nybroviken et à l'est par Djurgårdsbrunnsviken.

## Histoire
Le nom dérive de Ladugårdslandet, que portait Östermalm auparavant. Le nom fait référence au fait qu'il y avait ici quatre granges royales : Medelby, Kaknäs, Unnanrör et Vädla. Aujourd'hui, seul le nom de Kaknäs subsiste. Ladugårdslandet a également donné son nom au prédécesseur de Strandvägen, avant 1885, qui s'appelait Ladugårdsland Strandgata. Sur la carte de Petrus Tillaeus de 1731, il y a la désignation Ladugårdslands Wÿken et comprend également l'ensemble du Djurgårdsbrunnsviken. Sur la Charta öfwer Stockholm de 1751, le nom Ladugårdslands Wiken est inscrit.
La partie la plus intérieure de Ladugårdslandsviken vers l'ouest était délimitée par le pont Ladugårds Lands Bron, de la baie Packare Torgs Wiken. 
La baie fut comblée au XIXème siècle et forme aujourd'hui la place Nybroplan et le parc Berzelii. 
La rive nord de Ladugårdslandsviken était jusque dans les années 1890, comme le disait un touriste allemand, « la partie la plus misérable du Ladugårdslandet [qui] n'est guère plus qu'un village misérable et sale non pavé. De petites huttes misérables se dressent sur les rochers, dépassent entre les rochers, sont éclipsées par les rochers ou se perdent parmi les arbres, les fermes d'épices et les champs ». 
Strandvägen, la nouvelle rue de parade de Stockholm, y verra le jour quelques années plus tard.

## Galerie

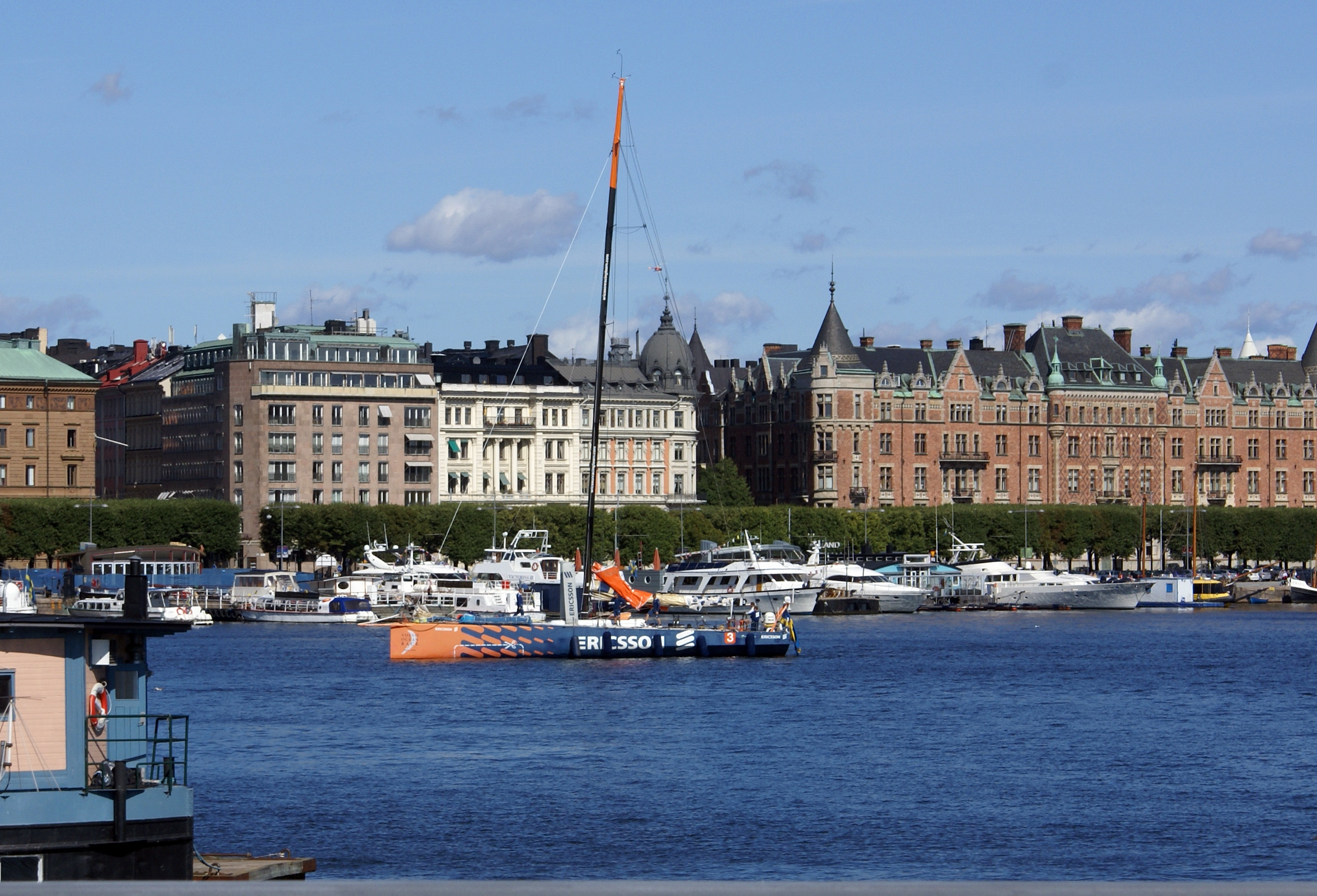
Ladugårdslandsviken et Strandvägen au fond, vus du Skeppsholmsbron.
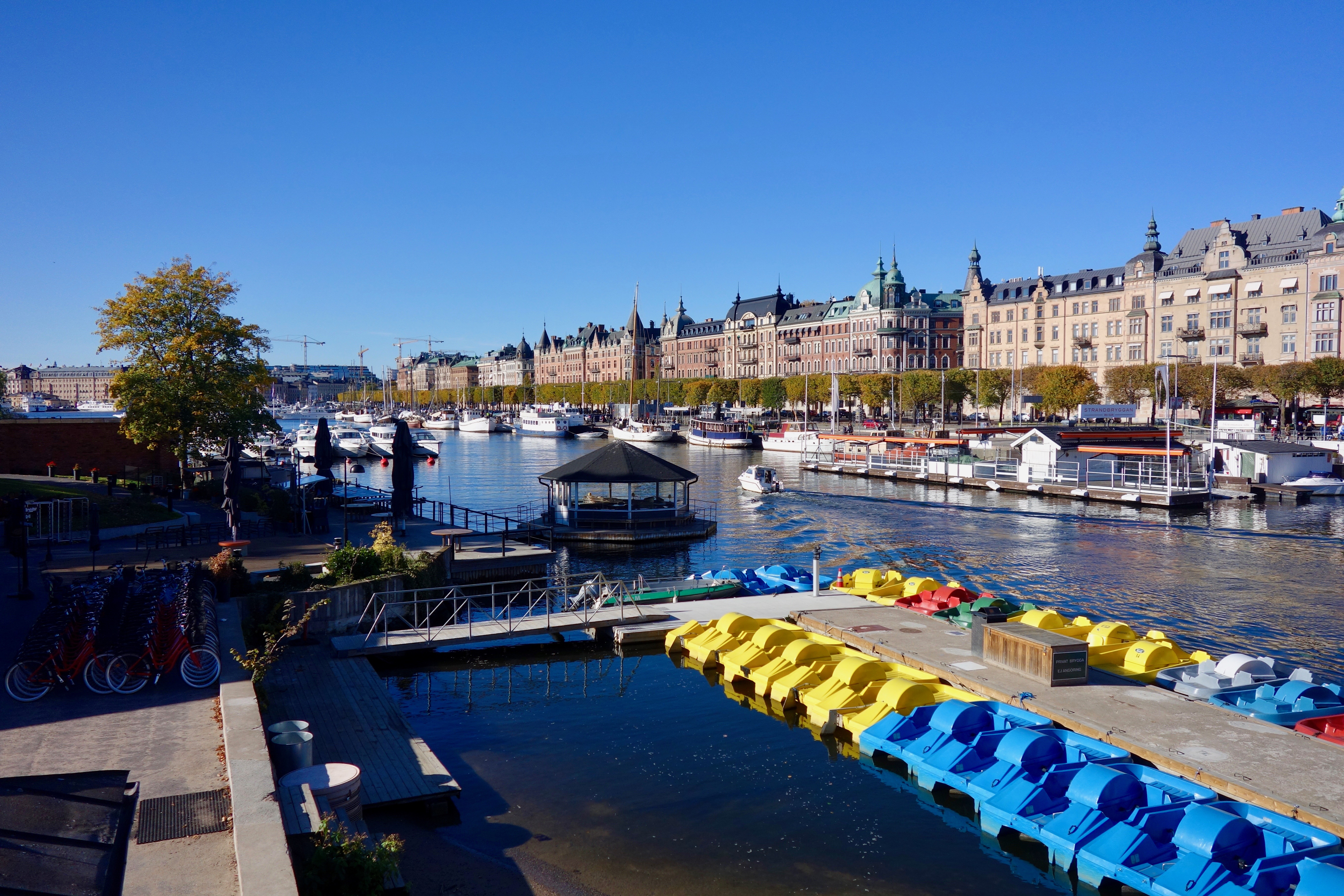
Ladugårdslandsviken et Strandvägen.
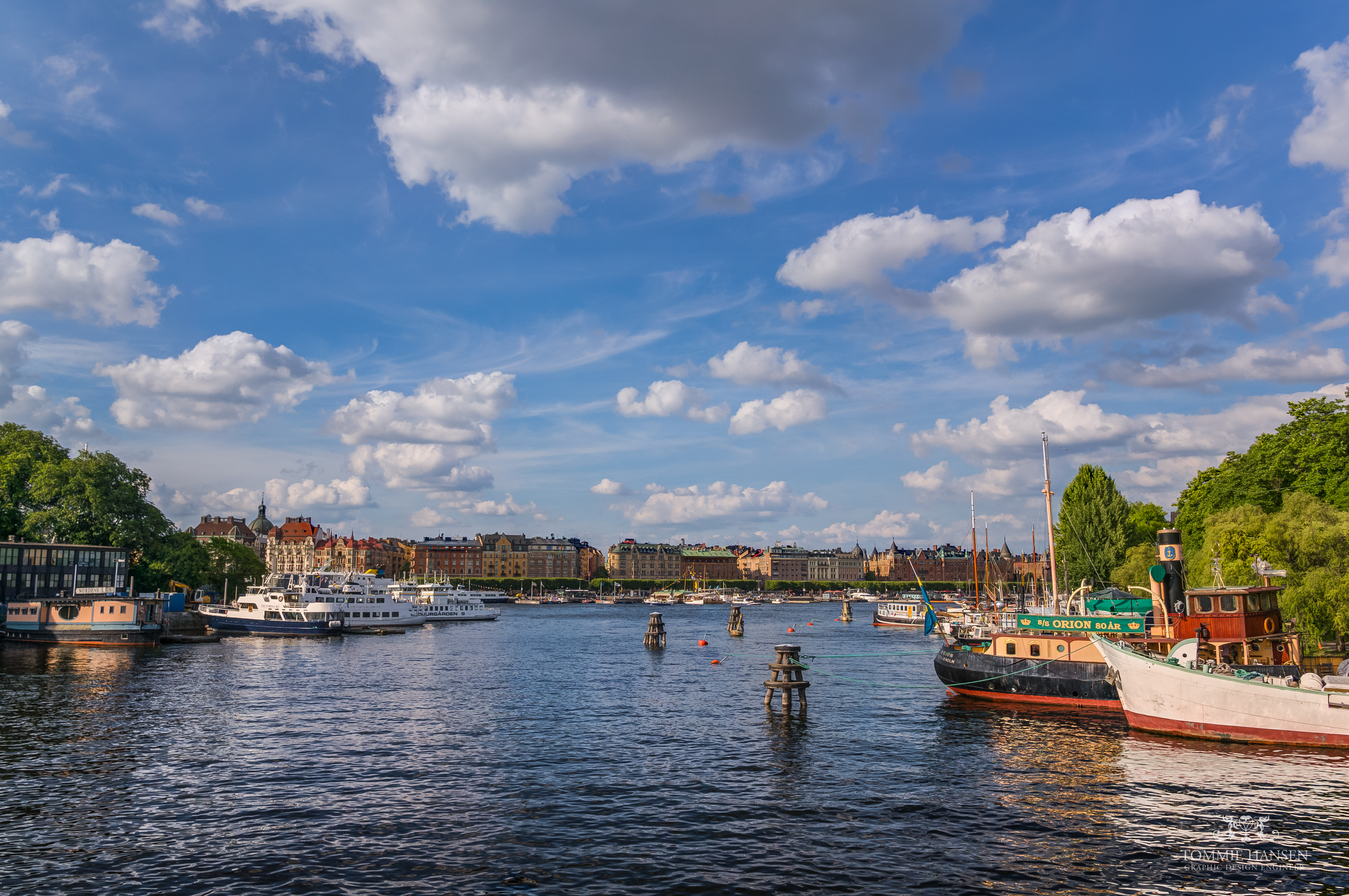
Ladugårdslandsviken, Skeppsholmen et Strandvägen.
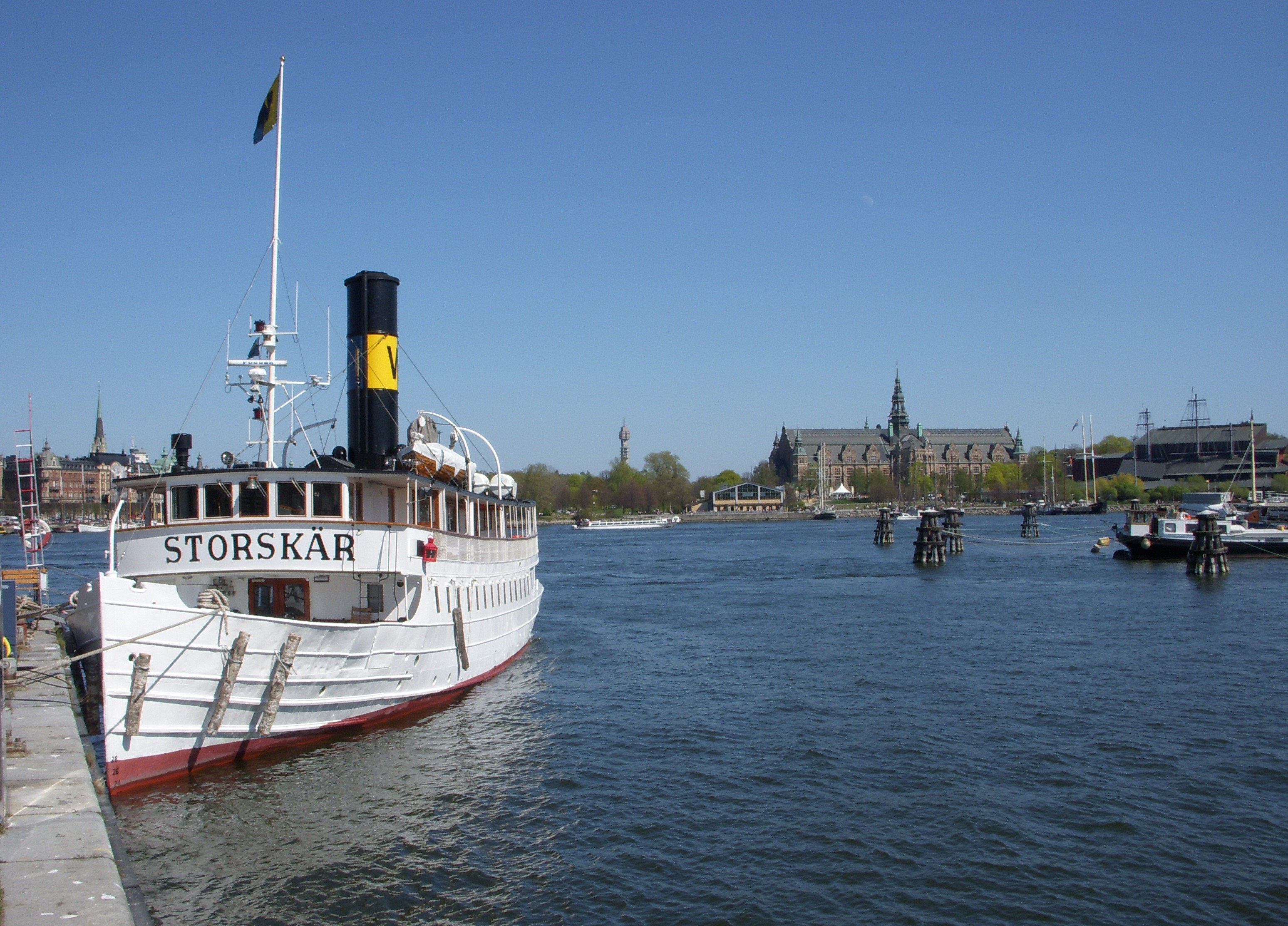